# 弓削昭子
弓削 昭子（ゆげ あきこ、1953年7月15日 - ）は、日本の大学教授で、元国連職員。元国連開発計画（UNDP）駐日代表・総裁特別顧問。法政大学大学院教授政治学研究科教授。
特定非営利活動法人・国際ボランティア学生協会 (IVUSA) 特別顧問。外務省開発協力適正会議・座長（2023年時点）。
2006年6月、「ニューズウィーク」誌より、「世界が認めた日本人女性100人」の一人に選ばれている。

## 来歴

### 学歴
1975年5月、コロンビア大学バーナード・カレッジ教養学部卒業。UNDP勤務と並行して、ニューヨーク大学大学院に進学、マイケル・トダロ（Michael Todaro）に師事。その後修士課程を終え、学位・修士号（開発経済学）取得。

### 国際公務員としてのキャリア
大学卒業後、日本に帰国。当時、修士号を要件としていなかったJPOに応募し、1976年国連開発計画 (UNDP) から国際公務員としてのキャリアをスタートさせる。同機関のタイ、バンコク事務所で常駐副代表補佐を務めた。まもなく、日本政府にフィールド・レベルでの仕事を希望し、JPO期間中の1997年に国連人口基金 (UNFPA) に異動。同機関のタイ、バンコク事務所、代表補佐を務める。
JPOが終わった1978年、国連開発計画本部のアジア太平洋局からのオファーがあり、国連開発計画(UNDP)ニューヨーク本部、アジア太平洋局、プログラム支援部、プログラム・オフィサーを務める。同時に、ニューヨーク大学大学院に入学し、修士号を取得。1980年から3年間、国連開発計画ニューヨーク本部、アジア太平洋局、東アジア部、中国・フィリピン担当エリア・オフィサーを務める。
1983年、夫とともに日本に帰国、国際公務員を休職する。同年12月から1986年6月まで、社団法人海外コンサルティング企業協会 (ECFA) のプロジェクト研究員。 同年7月より財団法人工業開発研究所研究員、および、「日本インドネシア科学技術フォーラム」（現・NPO法人「アジア科学教育経済発展機構」（Asia SEED）事務局コーディネーターを兼任。
フリージャーナリストとなった夫とともに、1988年からバンコクへ行き、国連開発計画タイ、バンコク事務所常駐代表補佐を務める。1990年から国連開発計画インドネシア、ジャカルタ事務所常駐副代表、1994年から1999年には、国連開発計画ブータン王国、ティンプー事務所常駐代表、国連常駐調整官を務める。キャリアの中では、ブータン王国で最も長いフィールド経験を持つ。
1999年より、夫の親の世話を機にして、日本に帰国。当時新設されたフェリス女学院大学国際交流学部で教授を務める。著名な教え子として、特定非営利活動法人かものはしプロジェクトの創立者の一人である村田早耶香がいる。3年後、国連開発計画の駐日事務所の代表のポストが空いたのでアプライ。2002年から2006年、国連開発計画駐日事務所、駐日代表を務める。
その後、当時のコフィー・アナン国際連合事務総長によって、女性としては初の国連開発計画ニューヨーク本部、管理局長に任命され、2012年まで務める。最終的には、ヘレン・クラーク総裁の総裁特別顧問、駐日代表として、国連開発計画駐日事務所に戻り、TICADVを経験、2013年までそのポストを務めた。

### 現在
国際連合退任後、特任教授となった長谷川祐弘の後任として、2014年4月から法政大学法学部国際政治学科教授、同大学大学院政治学研究科教授 として人材育成にあたっている。また、模擬国連四ツ谷研究会顧問のほか、日本政府の有識者会議や国際会議の委員として、政策提言やアドバイザーなども務めている。

## 人物

### 現在の専門分野
国連機構、ODA、国連の開発アジェンダ（計画、日程、予定、実行されるべき課題事項）ジェンダー、開発教育、平和構築人材育成に造詣が深い。学術的には、平和活動の主要な分野である平和維持活動と平和構築活動、国際機構論。特に国際連合における平和構築、開発協力。

### その他
父親がスペイン語話者の外交官であったことから、スペインで7月15日に誕生している。その後、東京都小金井市に住んでいたが、幼稚園から小学校3年までメキシコの現地学校で過ごす。その後、東京都北区の王子第一小学校で日本語を学びながら、桜蔭中学校に合格。1年ほど在学したが、アメリカ、ニューヨークの中学校に転校。大学は、コロンビア大学バーナード・カレッジ。同カレッジは、セブン・シスターズの一つに、数えられる。
配偶者は、元日本経済新聞記者、フリーライター、日本ブータン友好協会理事の弓削康史。東京大学名誉教授の弓削達は義父。
趣味は、ジャズヴォーカル、映画鑑賞。
ブローチや指輪がトレードマーク。
大学院時代に師事したen:Michael Todaroの他、アマルティア・センにも影響を受けている。
現在では、法政大学のグローバル化を積極的に進める要となっている。また、授業は「Global Governance」「演習(ゼミ)」 「国連・平和構築研究（大学院） 」「外交総合講座」「国際機構論」などを担当し、学生のプレゼン、テストを含め、すべて英語で行うことを特徴としている。 演習では、ゼミ生の自主性を重んじながらも、最も法政大学の派遣留学制度に合格する学生が多いなど、後進の育成に力を入れている。

## 主な功績

### 受賞
- 外務大臣表彰 外務大臣表彰 2014/08

### 研究発表
- 口頭発表（一般）ポスト2015年開発アジェンダと国連の役割 シンポジウム：混沌とする世界における国際機関の強化 -ヒロシマの果たす役割は- 2014/11/26
- 公開講演，セミナー，チュートリアル，講習，講義等 国連機関におけるキャリア・パス：現場と本部 日本国際連合学会研究大会 2014/06/28
- 口頭発表（一般） ミレニアム開発目標 (MDGs) と国連の取り組み 日本国際連合学会研究大会 2005/05
- 口頭発表（一般） ODA改革を考える 国際開発学会シンポジウム 2002/11
- 口頭発表（一般） これからのODA改革と地球公共財 国際開発学会全国大会 2001/12

### 論文
- 持続可能な開発目標(SDGs)達成に向けた国連と日本の役割 持続可能な地球社会をめざして わたしのSDGsへの取組み (10) 17 - 59 2018/09/02
- Post-2015 Development Agenda and the Role of the United Nations IPSHU研究報告シリーズ 研究報告 No 51 (51) 27 - 31 2015/03
- (MISC) 速報，短報，研究ノート等（学術雑誌）  単著  紛争・平和構築とポスト2015年開発アジェンダ  国際開発研究  23/ 2, 55-66  2015/06/16  1342-3045
- (MISC) 総説・解説（大学・研究所紀要）  単著  平和構築に向けた国連開発計画 (UNDP) の取り組みー制度改革と事業領域の再構築の視点から  モンテレー会議後の世界のODAの変動  2003/03
- 研究論文（学術雑誌）  単著  国連日本人職員の可能性と課題  グローバル・アクターとしての国連事務局  2002/05
- 研究論文（大学，研究機関紀要）  単著  貧困問題への対応策  貧困問題の解決に向けた課題とグローバル・ガバナンスの役割  2001/06
- 研究論文（大学，研究機関紀要）  単著  Strategic Alliance between the United Nations and the Private Sector in the Development Cooperation Field  国際交流研究  2001/03

### 政策提言
- 外務大臣 私的懇談会「第2次ODA改革懇談会」
- 内閣官房長官開催「国際平和協力懇談会」
- 外務大臣 諮問会議「国連改革に関する有識者懇談会」
- 内閣総理大臣主催 経済財政諮問会議における「日本21世紀ビジョンに関する専門調査会・グローバル化ワーキンググループ」
- 文部科学省「政策評価に関する有識者会議」
- 文部科学省「国際教育協力懇談会」[14]
- 国際連合主催「第3回国連防災世界会議に係る国内準備会合」[15]
- 外務省「女性が輝く社会に向けた国際シンポジウム(World Assembly for Women in Tokyo: WAW! 2015)」[16]
- 外務省「開発協力適正会議」座長[17]

等